# Yorgui Loeffler
Yorgui Loeffler (Haguenau, 1979) is een Franse gitarist in de gipsy jazz.

## Biografie
Loeffler stamt uit een Manouche-familie en is overwegend een autodidact. Op zijn veertiende ging hij optreden. Vroege invloeden waren opnames van Django Reinhardt, Biréli Lagrène, Raphaël Faÿs en Stochelo Rosenberg. Loeffler, die actief is in de Elzas, kwam in 2003 met zijn debuutalbum For Magnio. Hij vormt een trio met zijn broer Gigi Loeffler en zijn neef Gino Roman, daarnaast werkt hij samen met zijn oom Marcel Loeffler, een accordeonist. In 2004 speelde hij mee op opnames van Andreas Öberg en Ritary Gaguenetti. In 2006 was hij lid van de groep Les Enfants de Django rond Samson Schmitt en Mike Reinhardt (Live in Paris au Méridien Étoile 2008), tevens verscheen dat jaar een plaat met Raphaël Faÿs en Steeve Lafont (het tribute-album Django et rien d’autre). Eind 2007 nam hij voor de Raad van Europa een instrumentale versie op van het Europees volkslied van Ludwig van Beethoven. In 2009 volgde zijn album Bouncin' Around.